# Vålåberget
Vålåberget este o arie protejată (arie specială de conservare — SAC, sit de importanță comunitară — SCI) din Suedia întinsă pe o suprafață de 47,7 ha, integral pe uscat.

## Localizare
Centrul sitului Vålåberget este situat la coordonatele 61°50′34″N 12°49′13″E / 61.8429°N 12.8202°E.

## Înființare
Situl Vålåberget a fost declarat sit de importanță comunitară în mai 2001 pentru a proteja un număr necunoscut de specii din flora spontană și fauna sălbatică aflate în arealul zonei. Situl a fost protejat și ca arie specială de conservare în martie 2011.

## Biodiversitate
Situată în ecoregiunea boreală, aria protejată conține 5 habitate naturale: Pante stâncoase calcaroase cu vegetație casmofită, Grohotișuri calcaroase și de șisturi calcaroase de la nivelul montan până la nivelul alpin (Thlaspietea rotundifolii), Taiga vestică, Lacuri și iazuri distrofice naturale, Mlaștini turboase de tranziție și turbării mișcătoare.
La baza desemnării sitului se află un număr nedeclarat de specii protejate.